# Coppa Nordamericana di bob 2018
La Coppa Nordamericana di bob 2017/18, manifestazione organizzata dalla Federazione Internazionale di Bob e Skeleton, è iniziata il 4 novembre 2017 a Whistler, in Canada, e si è conclusa il 14 gennaio 2018 a Lake Placid, negli Stati Uniti. Vennero disputate ventiquattro gare: sedici per gli uomini e otto per le donne in quattro differenti località.
Vincitori dei trofei, conferiti ai piloti classificatisi per primi nel circuito, sono stati la sudcoreana Kim Yoo-ran nel bob a due femminile, lo statunitense Geoffrey Gadbois nel bob a due maschile, il brasiliano Edson Bindilatti nel bob a quattro maschile e il canadese Taylor Austin nella combinata maschile.

## Calendario
| Località    | Data                         | Donne     | Uomini    | Uomini        |
| Località    | Data                         | Bob a due | Bob a due | Bob a quattro |
| ----------- | ---------------------------- | --------- | --------- | ------------- |
| Whistler    | 4-7 novembre 2017            | ●●        | ●●        | ●●            |
| Calgary     | 12-17 novembre 2017          | ●●        | ●●        | ●●            |
| Park City   | 28 novembre-1º dicembre 2017 | ●●        | ●●        | ●●            |
| Lake Placid | 11-14 gennaio 2018           | ●●        | ●●        | ●●            |
| Totale      | Totale                       | 8         | 8         | 8             |

## Risultati

### Donne
| Data             | Località    | Specialità | Prime classificate                            | Seconde classificate                               | Terze classificate                                                   |
| ---------------- | ----------- | ---------- | --------------------------------------------- | -------------------------------------------------- | -------------------------------------------------------------------- |
| 5 novembre 2017  | Whistler    | A due      | Kim Yoo-ran Kim Min-seong Corea del Sud       | Lee Seon-Hye Shin Mi-ran Corea del Sud             | Julie Johnson Sara Dagenais-Everell Canada e Ying Qing He Xinyi Cina |
| 6 novembre 2017  | Whistler    | A due      | Julie Johnson Alecia Beckford-Stewart Canada  | Jazmine Fenlator-Victorian Carrie Russell Giamaica | Lee Seon-Hye Shin Mi-ran Corea del Sud                               |
| 14 novembre 2017 | Calgary     | A due      | Ying Qing He Xinyi Cina                       | Kristi Koplin Lake Kwaza Stati Uniti               | Kim Yoo-ran Kim Min-seong Corea del Sud                              |
| 15 novembre 2017 | Calgary     | A due      | Kristi Koplin Nicole Brundgardt Stati Uniti   | Kim Yoo-ran Kim Min-seong Corea del Sud            | Ying Qing He Xinyi Cina                                              |
| 28 novembre 2017 | Park City   | A due      | Elana Meyers-Taylor Briauna Jones Stati Uniti | Nicole Vogt Maureen Ajoku Stati Uniti              | Brittany Reinbolt Kehri Jones Stati Uniti                            |
| 29 novembre 2017 | Park City   | A due      | Nicole Vogt Maureen Ajoku Stati Uniti         | Jamie Greubel-Poser Lolo Jones Stati Uniti         | Brittany Reinbolt Briauna Jones Stati Uniti                          |
| 11 gennaio 2018  | Lake Placid | A due      | Nicole Vogt Nicole Brundgardt Stati Uniti     | Kristi Koplin Kyle Plante Stati Uniti              | Kim Yoo-ran Kim Min-seong Corea del Sud                              |
| 12 gennaio 2018  | Lake Placid | A due      | Kristi Koplin Nicole Brundgardt Stati Uniti   | Kim Yoo-ran Shin Mi-ran Corea del Sud              | Lee Seon-Hye Kim Min-seong Corea del Sud                             |

### Uomini
| Data             | Località    | Specialità | Primi classificati                                                                   | Secondi classificati                                                               | Terzi classificati                                                                          |
| ---------------- | ----------- | ---------- | ------------------------------------------------------------------------------------ | ---------------------------------------------------------------------------------- | ------------------------------------------------------------------------------------------- |
| 4 novembre 2017  | Whistler    | A due      | Suk Young-jin Ji Ho-on Corea del Sud                                                 | Jeff Mckeen Keefer Joyce Canada                                                    | Hunter Church Hakeem Abdul-Saboor Stati Uniti                                               |
| 5 novembre 2017  | Whistler    | A due      | Taylor Austin Ryan Sommer Canada                                                     | Suk Young-jin Lee Gyeong-min Corea del Sud                                         | Hunter Church Hakeem Abdul-Saboor Stati Uniti                                               |
| 6 novembre 2017  | Whistler    | A quattro  | Hunter Church Joshua Williamson Hakeem Abdul-Saboor Luis Moreira Stati Uniti         | Pius Meyerhans Benjamin Schmid Cyril Bieri Justin Danso Svizzera                   | Taylor Austin Cody Bolotniuk Ryan Sommer Keefer Joyce Canada                                |
| 7 novembre 2017  | Whistler    | A quattro  | Edson Bindilatti Odirlei Pessoni Edson Ricardo Martins Rafael Souza Da Silva Brasile | Hunter Church Joshua Williamson Hakeem Abdul-Saboor Luis Moreira Stati Uniti       | Pius Meyerhans Marco Lorenzoni Cyril Bieri Justin Danso Svizzera                            |
| 14 novembre 2017 | Calgary     | A due      | Geoffrey Gadbois Nicholas Taylor Stati Uniti                                         | Rudy Rinaldi Boris Vain Monaco                                                     | Suk Young-jin Lee Gyeong-min Corea del Sud                                                  |
| 15 novembre 2017 | Calgary     | A due      | Geoffrey Gadbois Brent Fogt Stati Uniti                                              | Rudy Rinaldi Boris Vain Monaco                                                     | Hunter Church Hakeem Abdul-Saboor Stati Uniti                                               |
| 16 novembre 2017 | Calgary     | A quattro  | Geoffrey Gadbois Nicholas Taylor Brent Fogt Frank Delduca Stati Uniti                | Hunter Church Hakeem Abdul-Saboor Luis Moreira Joshua Williamson Stati Uniti       | Suk Young-jin Lee Gyeong-min Jang Ki-kun Ji Oh-on Corea del Sud                             |
| 17 novembre 2017 | Calgary     | A quattro  | Hunter Church Luis Moreira Hakeem Abdul-Saboor Joshua Williamson Stati Uniti         | Geoffrey Gadbois Nicholas Taylor Brent Fogt Frank Delduca Stati Uniti              | Suk Young-jin Lee Gyeong-min Ji Ho-on Jang Ki-kun Corea del Sud                             |
| 28 novembre 2017 | Park City   | A due      | Nick Cunningham Christopher Kinney Stati Uniti                                       | Justin Olsen Christopher Fogt Stati Uniti                                          | Geoffrey Gadbois Nicholas Taylor Stati Uniti                                                |
| 29 novembre 2017 | Park City   | A due      | Justin Olsen Steven Langton Stati Uniti                                              | Nick Cunningham Nathan Weber Stati Uniti                                           | Rudy Rinaldi Boris Vain Monaco                                                              |
| 30 novembre 2017 | Park City   | A quattro  | Justin Olsen Evan Weinstock Steven Langton Christopher Fogt Stati Uniti              | Nick Cunningham Carlo Valdes Christopher Kinney Samuel Michener Stati Uniti        | Edson Bindilatti Odirlei Pessoni Edson Ricardo Martins Rafael Souza Da Silva Brasile        |
| 1º dicembre 2017 | Park City   | A quattro  | Nick Cunningham Samuel Michener Christopher Kinney Hakeem Abdul-Saboor Stati Uniti   | Justin Olsen Evan Weinstock Steven Langton Christopher Fogt Stati Uniti            | Edson Bindilatti Odirlei Pessoni Edson Ricardo Martins Rafael Souza Da Silva Brasile        |
| 11 gennaio 2018  | Lake Placid | A due      | Geoffrey Gadbois Brent Fogt Stati Uniti                                              | Li Chunjian Wang Sidong Cina                                                       | Hunter Church Joshua Williamson Stati Uniti                                                 |
| 12 gennaio 2018  | Lake Placid | A due      | Geoffrey Gadbois Frank Delduca Stati Uniti                                           | Hunter Church Luis Moreira Stati Uniti                                             | Edson Bindilatti Edson Ricardo Martins Brasile                                              |
| 13 gennaio 2018  | Lake Placid | A quattro  | Nick Cunningham Hakeem Abdul-Saboor Samuel Michener Christopher Kinney Stati Uniti   | Hunter Church Brent Fogt Nicholas Taylor Luis Moreira Stati Uniti                  | Edson Bindilatti Odirlei Pessoni Erick Gilson Vianna Jeronimo Rafael Souza Da Silva Brasile |
| 14 gennaio 2018  | Lake Placid | A quattro  | Hunter Church Brent Fogt Luis Moreira Samuel Michener Stati Uniti                    | Nick Cunningham Hakeem Abdul-Saboor Christopher Kinney Nicholas Taylor Stati Uniti | Jin Jian Mu Yancun Wang Sidong Sun Kaizhi Cina                                              |

## Classifiche

### Bob a due donne
| Pos. | Nome pilota                | Nazione       | WHI-1 | WHI-2 | CAL-1 | CAL-2 | PKC-1 | PKC-2 | LAK-1 | LAK-2 | Totale |
| ---- | -------------------------- | ------------- | ----- | ----- | ----- | ----- | ----- | ----- | ----- | ----- | ------ |
| 1    | Kim Yoo-ran                | Corea del Sud | 1     | 4     | 3     | 2     | 8     | 9     | 3     | 2     | 796    |
| 2    | Nicole Vogt                | Stati Uniti   | 11    | 6     | 4     | 4     | 2     | 1     | 1     | 4     | 794    |
| 3    | Ying Qing                  | Cina          | 3     | 9     | 1     | 3     | 9     | 7     | 5     | 7     | 736    |
| 4    | Julie Johnson              | Canada        | 3     | 1     | 5     | 6     | 11    | 11    | 6     | 6     | 714    |
| 5    | Lee Seon-hye               | Corea del Sud | 2     | 3     | 8     | 7     | 12    | 13    | 4     | 3     | 698    |
| 6    | Kristi Koplin              | Stati Uniti   | 13    | DNS   | 2     | 1     | 6     | 6     | 2     | 1     | 696    |
| 7    | Rachel Hauck               | Canada        | 9     | 7     | 7     | 8     | 10    | 10    | 7     | 5     | 644    |
| 8    | Huai Mingming              | Cina          | 7     | 8     | 10    | 11    | 14    | 15    | 8     | 8     | 572    |
| 9    | Jazmine Fenlator-Victorian | Giamaica      | 5     | 2     | 6     | 5     | 7     | 8     | -     | -     | 546    |
| 10   | Heather Suzanne Paes       | Brasile       | 6     | 5     | 9     | 9     | 13    | 12    | -     | -     | 456    |

### Bob a due uomini
| Pos. | Nome pilota      | Nazione     | WHI-1 | WHI-2 | CAL-1 | CAL-2 | PKC-1 | PKC-2 | LAK-1 | LAK-2 | Totale |
| ---- | ---------------- | ----------- | ----- | ----- | ----- | ----- | ----- | ----- | ----- | ----- | ------ |
| 1    | Geoffrey Gadbois | Stati Uniti | DNF   | 5     | 1     | 1     | 3     | 4     | 1     | 1     | 770    |
| 2    | Taylor Austin    | Canada      | 4     | 1     | 5     | 9     | 8     | 6     | 7     | 7     | 720    |
| 3    | Shao Yijun       | Cina        | 13    | 9     | 4     | 5     | 9     | 5     | 6     | 6     | 668    |
| 4    | Li Chunjian      | Cina        | 9     | 7     | 10    | 10    | 10    | 10    | 2     | 5     | 650    |
| 5    | Jin Jian         | Cina        | 6     | 4     | 12    | 11    | 12    | 11    | 5     | 4     | 636    |
| 6    | Hunter Church    | Stati Uniti | 3     | 3     | 9     | 3     | -     | -     | 3     | 2     | 694    |
| 7    | Edson Bindilatti | Brasile     | 7     | DNS   | 11    | 13    | 6     | 9     | 4     | 3     | 574    |
| 8    | Jeff Mckeen      | Canada      | 2     | 12    | 14    | 12    | 15    | 14    | 11    | 8     | 550    |
| 9    | Dražen Silić     | Croazia     | 8     | 6     | 15    | 15    | 13    | 13    | 10    | 9     | 540    |
| 10   | Seldwyn Morgan   | Giamaica    | 15    | 10    | 13    | 16    | 7     | 16    | 8     | 10    | 516    |

### Bob a quattro uomini
| Pos. | Nome pilota      | Nazione     | WHI-1 | WHI-2 | CAL-1 | CAL-2 | PKC-1 | PKC-2 | LAK-1 | LAK-2 | Totale |
| ---- | ---------------- | ----------- | ----- | ----- | ----- | ----- | ----- | ----- | ----- | ----- | ------ |
| 1    | Edson Bindilatti | Brasile     | 4     | 1     | 7     | 4     | 3     | 3     | 3     | 4     | 798    |
| 2    | Hunter Church    | Stati Uniti | 1     | 2     | 2     | 1     | -     | -     | 2     | 1     | 690    |
| 3    | Dražen Silić     | Croazia     | 7     | 5     | 5     | 7     | 8     | 9     | 7     | 6     | 680    |
| 4    | Taylor Austin    | Canada      | 3     | 6     | 10    | 8     | 9     | 10    | 8     | 7     | 654    |
| 5    | Shao Yijun       | Cina        | DNS   | 7     | 4     | 6     | 6     | 4     | 6     | 5     | 632    |
| 6    | Jeff Mckeen      | Canada      | 6     | DNS   | 11    | 11    | 11    | 11    | 9     | 8     | 516    |
| 7    | Geoffrey Gadbois | Stati Uniti | DNS   | DNS   | 1     | 2     | 5     | 6     | 5     | DNS   | 502    |
| 8    | Jin Jian         | Cina        | -     | -     | 9     | 10    | 10    | 7     | 4     | 3     | 502    |
| 9    | Nick Cunningham  | Stati Uniti | -     | -     | -     | -     | 2     | 1     | 1     | 2     | 460    |
| 10   | Pius Meyerans    | Svizzera    | 2     | 3     | 6     | 5     | -     | -     | -     | -     | 392    |

### Combinata uomini
| Pos. | Nome pilota      | Nazione       | Totale |
| ---- | ---------------- | ------------- | ------ |
| 1    | Taylor Austin    | Canada        | 1374   |
| 2    | Edson Bindilatti | Brasile       | 1372   |
| 3    | Shao Yijun       | Cina          | 1300   |
| 4    | Hunter Church    | Stati Uniti   | 1284   |
| 5    | Geoffrey Gadbois | Stati Uniti   | 1272   |
| 6    | Dražen Silić     | Croazia       | 1220   |
| 7    | Jin Jian         | Cina          | 1138   |
| 8    | Jeff Mckeen      | Canada        | 1066   |
| 9    | Suk Young-jin    | Corea del Sud | 820    |
| 10   | Lucas Mata       | Australia     | 732    |